# Puerto Limón (novela)
Puerto Limón es una novela del escritor costarricense, miembro de la Academia Costarricense de la Lengua y Premio Nacional de Cultura Magón (1975), Joaquín Gutiérrez, la cual fue publicada por primera vez en 1950 en Santiago de Chile por la Editorial Nascimento. Es la segunda novela de este escritor, luego de Manglar (1947). Se trata de una novela de personaje, que narra el paso de la adolescencia a la adultez de Silvano, joven burgués, quien se ve indirectamente afectado por la huelga bananera de 1934, llevada a cabo en la provincia de Limón, zona atlántica del país dominada por la explotación bananera, principalmente por la United Fruit Company. En esta novela, Gutiérrez retrata varios aspectos del ser costarricense: el lenguaje, las disquisiciones sobre la vida, los anhelos del joven, las vidas rotas y pobres de los trabajadores, la fuerza implacable de la naturaleza, las historias de vida que se entrecruzan, ambientadas en el Puerto Limón de mitad del siglo XX. Por la tensión en la estructura, la construcción psicológica de los personajes, el uso del lenguaje común y la evocación del ambiente monótono y misterioso del bananal, esta novela es considerada un hito en la literatura nacional costarricense.

## Trama
La historia comienza con Silvano, un muchacho recién graduado de la escuela secundaria, quien, por un encargo de su tío, Héctor Rojas, se dirige a Puerto Limón. Allí, se reencuentra con Rojas y descubre las tensiones existentes en la zona, causadas por la huelga que mantienen los peones contra la United Fruit Company, bananera que dominaba esa región. Estos trabajadores reclamaban, entre otras cosas: salario en dinero (en vez de cupones), mejores condiciones sanitarias y la disposición de suero antiofídico. En la capital, el presidente, Ricardo Jiménez, se reúne con el líder del partido comunista, Manuel Mora, para evaluar la situación y buscar posibles soluciones.
Ante esta situación, Silvano se encuentra en un conflicto interno: por un lado siente lealtad hacia su tío, quien, al ser un finquero, sus plantaciones se ven afectadas por la huelga, pero, por otro lado, simpatiza con los huelguistas y piensa que sus peticiones son justas. Además, aunque él no está seguro de qué hacer con su futuro, sabe que no sería feliz trabajando en la finca de su tío, lugar adonde lo quieren mandar apenas cese la huelga.
Mientras continúan las tensiones entre peones, finqueros y la compañía bananera, Silvano se va a vivir a la casa que tiene su tío en el centro de Puerto Limón, junto con su tía y su prima, Diana. Allí, él se da cuenta de que las injusticias no se limitan a los peones, sino que también ocurren dentro del hogar, cuando la empleada, Azucena, quien trabajó para la familia por 25 años, va a ser despachada a un sanatorio por tener lepra, sin mayor consideración por parte de sus patrones. 
En el centro, Silvano conoce a Beto Cortéz, un pretendiente de su prima, quien planea crear un grupo armado contra los peones, idea que va en contra del diálogo que propone Silvano y, por defender esta opinión, él es echado del grupo.
Después de unas semanas tensas, el gobierno termina por intervenir para acabar la huelga, cediendo ante los reclamos de los peones. Derrotado, Silvano se va a la finca a trabajar con su tío, viviendo de manera resignada su nueva rutina. 
Sin embargo, esta rutina se detiene después de que su tío fuera resolver asuntos fuera de la finca, ya que, fuertes lluvias destruyen en único puente que comunicaba con el centro, poniendo en peligro la vida de cualquiera que intentase llegar a la finca. Silvano, temiendo por su tío, hace intentos desganados por llamar avisando a su tío en Sarapiquí, pero el telegrafista no logra contactarlo a tiempo. 
Finalmente, su tío, acompañado de uno de los huelguitas, Paragüitas, se regresa a la finca y, al llegar al puente destruido, no logra frenar el motocarro a tiempo, muriendo ambos al caer en un precipicio. Libre de la presión de su tío, Silvano abandona la finca y se va como marinero del barco “La Alondra”, pues su sueño fue siempre viajar a varios países.

## Personajes
- Silvano: joven de 18 años quien, al terminar la secundaria, es llamado por su tío para que vaya a Puerto Limón con el propósito de trabajar en la finca. Sin embargo, y para beneficio de Silvano, la huelga bananera interrumpe estos planes, ya que, aunque él está seguro de su futuro, si tiene claro su desprecio por la finca.

- Héctor Rojas: es el tío de Silvano y un finquero de Puerto Limón. Para él la huelga sólo implica desventajas económicas, pues no tiene mano de obra y se le complica el sacar su producto fuera de la región.

- Diana: es hija de Héctor Rojas y prima de Silvano. Al ser de una clase burguesa, tiene una vida privilegiada, de manera que, sólo se preocupa por su cosas triviales como su ropa y sus actividades sociales.

- Beto Cortés: pretendiente de Diana y enemigo de Silvano. Reúne a un grupo de jóvenes del lugar para formar un grupo armado contra los huelguistas del cual es echado Silvano, cuando se opone este enfoque y propone el diálogo con los peones como una solución.

- Azucena: empleada de la familia Rojas por 25 años, ayuda con su salario a mantener los tres hijos de su hermano Tom. Ella es despachada a un sanatorio cuando sus patrones se dan cuenta de que tiene lepra.

- Tom Wilkenman: es hermano de Azucena y tiene tres hijos. Tanto él como su esposa trabajaron para la bananera, hasta que ella enfermó gravemente y sus patrones no hicieron nada para llevarla a un hospital y salvarla.

- Paragüitas: es uno de los peones que lideran la huelga bananera. Su sobrenombre se lo dieron porque atacó a un militar yanqui con la varilla de un paragüas, cuando este golpeó a un niño por ensuciarle el uniforme.

## Publicación
Puerto Limón fue publicada por primera vez en 1950 por la Editorial Nascimento, en Santiago de Chile, donde vivió el autor hasta 1973, cuando debió abandonar el país tras el golpe militar perpetrado por Augusto Pinochet contra el presidente Salvador Allende. En 1965, Gutiérrez publicó una segunda edición, también con Editorial Nascimento, donde realiza una reelaboración del texto original, que redujo considerablemente su tamaño y afectó la caracterización y comportamiento de los personajes. Joaquín Gutiérrez dedicó el libro a su esposa Elena Nascimento y a la escritora costarricense Carmen Lyra.
La primera edición en Costa Rica se publicó en 1968, por parte de la Editorial Costa Rica, y posteriormente se publicaron ediciones en 1973, 1975, 1976, 1978, 1981 y 1985 por esta misma editorial, y una en 1988 por la Editorial de la Universidad de Costa Rica. En 1989, esta última editorial publicó una nueva edición como parte de la Obras completas de Joaquín Gutiérrez.
En 2004, la editorial Legado realizó una reedición de la novela, que incluía en su portada la pintura Bananales, del pintor costarricense Teodorico Quirós.

## Análisis
Al igual que otras novelas de Gutiérrez, el personaje central de esta novela, Silvano, es un ser inacabado, en proceso de formación y aprendizaje, que inicia un viaje con doble orientación: hacia el exterior y hacia el interior. Es un joven de clase media situado, en lo social y en lo psicológico, en una posición inestable o ambigua con respecto a las instancias que ordenan la identidad subjetiva y el orden social. Silvano es un personaje en tránsito espacial desde un mundo familiar de contornos conocidos, conocido y cerrado, representado por el Valle Central de Costa Rica, a una región geográfica convulsa, representado por el Caribe, un mundo desconocido y abierto donde pierden sentido los valores y normas aprendidos y se inicia un agónico proceso de aprendizaje, gestación y destrucción.
Silvano también es un personaje en transición temporal, pasando de la adolescencia a la juventud y luego a la madurez, por una parte, entre diversas y contradictorias presiones sociales, compulsiones morales y pulsiones sexuales. El protagonista sufre tanto un aprendizaje sexual como social y político, donde se ponen en duda las instancias de poder y autoridad, el orden social y moral establecido y transmitido por la religión, la familia o las instituciones del Estado.

## Adaptaciones
En 1975, Puerto Limón, debido a la tensión dramática que posee, fue adaptada al teatro por Alfredo Catania para el IV Festival de Teatro al Aire Libre de Costa Rica, y puesta en escena por la Compañía Nacional de Teatro. En 2003, Catania volvió a llevarla al teatro, aunque con una puesta un poco más conservadora que la efectuada en 1975.